# Понтедера
Понтедера (на италиански: Pontedera) е град и община в Италия, в региона Тоскана, провинция Пиза. Населението е 27 808 души по данни от преброяването през 2008 г.
Въпреки че Понтедера да се намира географско в района Долно Валдарно, традиционно градът се счита за главен център на района Валдера. Градът е важен промишлен център с механично производство (автомобили и мотоциклети).